# Tórtora orelluda
La tórtora orelluda (Zenaida auriculata) és una espècie d'ocell de la família dels colúmbids (Columbidae) que habita camps oberts i terres de conreu d'Amèrica del Sud, estant absent de les zones de selva humida.